# Hannah Lochner
Hannah Lochner est une actrice canadienne, née le 28 juillet 1993 en Ontario, au Canada.

## Filmographie

### Cinéma
- 2000 : Hold-up : Une petite fille
- 2003 : Pour quelques minutes de bonheur (Behind the Red Door) : Natalie jeune
- 2004 : L'armée des morts (Dawn of the Dead) : Vivian
- 2007 : Le refuge (Harm's Way) : Victoria
- 2007 : Rex, chien pompier (Firehouse Dog) : Jasmine Presley
- 2008 : Jack and Jill vs the World : Holly
- 2008 : The Devil's Mercy : Kayla

### Télévision
- 1998 : Haute finance (Traders) (série télévisée) : Elizabeth Baker
- 1999 : Must Be Santa (Téléfilm) : Angel
- 1999 : Real Kids, Real Adventures (série télévisée) : Melissa Preston
- 1999 : Nikita (série télévisée) : Nikita jeune
- 2000 : L'ange du stade (Angels in the Infield) (Téléfilm) : Laurel jeune
- 2001 : L'ultime réfuge (Sanctuary) (Téléfilm) : Jo Ellen à 7 ans
- 2002 : Le torse (Torso: The Evelyn Dick Story) (Téléfilm) : Heather Dick
- 2002 : Invasion finale (Terminal Invasion) (Téléfilm) : Hannah
- 2002 : Nous n'irons plus au bois (All Around the Town) (Téléfilm) : Laurie Kinmount jeune
- 2002 : L'interrogatoire de Michael Crowe (The Interrogation of Michael Crowe) (Téléfilm) : Shannon Crowe
- 2002 : Salem Witch Trials (Téléfilm) : Dorcas Good
- 2002 : Doc (série télévisée) : Amanda Wellington
- 2002 : Body and Soul (série télévisée) : Tess Foley
- 2003 : Méthode Zoé (Wild Card) (série télévisée) : Zoé jeune
- 2003 : Encrypt (Téléfilm) : Mandy
- 2003 : Les hommes du Pentagone (The Pentagon Papers) (Téléfilm) : Mary Ellsberg jeune
- 2003 : Un étrange enlèvement (The Elizabeth Smart Story) (Téléfilm) : Mary Katherine Smart
- 2005 : Mémoire d'enfant (Child of Mine) (Téléfilm) : Heather McGill
- 2005-2006 : G-Spot (série télévisée) : Sasha
- 2007 : Au nom de ma fille (In God's Country) (Téléfilm) : Alice
- 2007 : Maléfiques (The Gathering) (série télévisée) : Sarah
- 2007-2008 : Derek (Life with Derek) (série télévisée) : Michelle
- 2008-2009 : The Latest Buzz (Série TV) : Caitlin / Waverly
- 2010-2012 : Wingin' It (Série TV) : Brittany Hanson
- 2017 : It's Len! (Téléfilm) : Hannah